# Dnièper (coet)
El coet Dnepr-1 (en ucraïnès: Дніпро, Dnipro, en rus: Днепр, Dnepr) és una llançadora espacial de càrrega nomenada com el riu del mateix nom. Es tracta d'un míssil MBI de la Guerra Freda usat posteriorment per al llançament orbital de satèl·lits, i operat per l'empresa ISC Kosmotras. El primer llançament, el 21 d'abril de 1999, va col·locar satisfactòriament UoSAT -12, un mini satèl·lit de prova de 350 kg, en una òrbita terrestre baixa a 650 km d'altitud. El darrer llançament va ser el març de 2015 i el 2016 es va anunciar que es retirava aquest vehicle de llançament.

## Míssil reconvertit
El disseny del llançador Dnepr està basat en el míssil MBI R-36MUTTH - R-36M designat per l'OTAN com SS-18  Satan dissenyat per Yuzhnoe a Dniprò, Ucraïna, és el míssil ICBM més potent fabricat per la Unió Soviètica, que ara s'utilitza per llançar satèl·lits a l'espai, des d'una sitja llançador militar subterrani de Rússia.
El míssil llançador Dnepr és un coet de tres etapes que utilitzen propulsors líquids hipergòlics. Alguns coets van ser retirats del servei en les Forces de Coets Estratègics de Rússia i desarmats pels acords de desarmament Acords SALT, signats entre la Unió Soviètica i Estats Units en 1979, i posats a disposició d'operadors comercials anys després per Rússia.
Al voltant de 150 míssils ICBM d'aquest model poden ser reconvertits i estar disponibles fins a l'any 2020 per llançar satèl·lits a l'espai, en forma econòmica i eficient perquè no cal construir un llançador de satèl·lits espacials, el llançament del coet és la part de més alt cost en un programa espacial per llançar un satèl·lit, i aquests potents coets ja van ser construïts durant la Guerra Freda, i ara estan disponibles per ser convertits en llançadors de satèl·lits comercials.
El llançador Dnepr pot ser llançat des del Cosmòdrom de Baikonur al Kazakhstan i des de la nova base de llançament de Dombarovsky , propera a Yansi a l'óblast d'Orenburg, està disponible per llançar satèl·lits comercials lleugers i petits de països amics, des d'una sitja llançador militar subterrani de míssils ICBM , de la mateixa manera com seria llançat el míssil en cas d'una guerra nuclear contra Estats Units i Europa, durant la Guerra Freda al final del segle xx.
El coet ICBM es llança des d'un sitja militar subterrani, que va ser construït per la Unió Soviètica durant la Guerra Freda contra Estats Units i Europa, per llançar bombes atòmiques en cas d'una nova guerra mundial, en forma similar al llançament del míssil ICBM  Minuteman d'Estats Units des d'una sitja llançador subterrani, però té una primera fase d'empenta en fred, això és amb un sistema d'expansió de gasos, per expulsar el míssil ICBM de la sitja llançador, després el míssil encén els seus motors principals en l'aire, expulsa un anell que el sosté des de la base amb uns coets laterals i permet la seva primera etapa, alliberant uns anells de subjecció del míssil a la sitja llançador amb perns explosius, per permetre la seva expulsió de la sitja sense danyar els motors principals del coet i és llançat a l'espai a gran velocitat, amb gran capacitat de càrrega i empenta, en forma molt semblant al llançament dels míssils ICBM Trident II D5 des dels submarins nuclears Classe Ohio d'Estats Units, els submarins nuclears Projecte 941 « Akula » de la Unió Soviètica i el nou submarí nuclear Classe Borey de Rússia.

## Capacitats tècniques
La llançadora Dnepr només té un petit nombre de modificacions respecte als míssils ICBM R-36M originals, en servei operatiu encara a Rússia i armats amb ogives nuclears. La diferència principal està en la part dedicada a transportar la càrrega útil en la part frontal del coet i les modificacions realitzades en la unitat de control de vol.
La versió de referència per llançar satèl·lits de la llançadora espacial, sense millores o additaments, ofereix col·locar en una òrbita terrestre baixa a 300 km d'altitud i 50,6° una càrrega de 3.600 kg o bé situar 2.300 kg en una òrbita geosíncrona a 300 km d'altitud i amb una inclinació de 98,0º i diversos satèl·lits petits, lleugers i econòmics, coneguts com a microsatèl·lits.
En una missió típica, la llançadora Dnepr transporta una càrrega principal de major grandària, un satèl·lit de comunicacions, al costat d'una secundària composta de satèl·lits miniaturitzats i CubeSats més petits i lleugers, dins del vehicle MIRV, que abans era utilitzat per transportar múltiples ogives nuclears i atacar objectius enemics, en Estats Units i Europa durant la Guerra Freda.
S'estan desenvolupant diversos Space Tugs (remolcadors espacials) que seran ubicats en el cap del coet, amb nous i potents motors per augmentar el seu abast, permetent, a canvi de sacrificar volum i càrrega útil del coet, aconseguir òrbites més llunyanes que requereixen més empenta, incloent òrbites d'escapament planetari per a futures missions de sondes no tripulades a nous projectes d'Estació espacial, la Lluna i Mart.

## Llista de llançaments
| Número de llançament    | Data de llançament  | Satèl·lits | Tipus d'òrbita                                                   | Base de llançament |
| ----------------------- | ------------------- | --- | ---------------------------------------------------------------- | ------------------ |
| 1                       | 21 d'abril de 1999  | UoSAT-12 | 650 km LEO circular a 65˚ d'inclinació                           | Baikonur           |
| 2                       | 26 setembre 2000    | MegSat-1 (Itàlia)/UniSat (Itàlia)/TiungSat-1 (Malàisia)/ SaudiSat-1A & SaudiSat 1B (Aràbia Saudita) | 650 km LEO circular a 65˚ d'inclinació                           | Baikonur           |
| 3                       | 20 de desembre 2002 | LatinSat 1 & LatinSat 2 (Argentina)/SaudiSat-1S (Aràbia Saudita)/UniSat 2 (Itàlia)/Rubin 2 (Alemanya)/TrailBlazer Test (Estats Units) | 650 km LEO circular a 65˚ d'inclinació                           | Baikonur           |
| 4                       | 29 de juny 2004     | Demeter (França)/ Saudicomsat-1, Saudicomsat 2 & Saudisat 2 (Aràbia Saudí)/ LatinSat C & LatinSat D (Argentina)/ Unisat-3 (Italy)/ Amsat Echo (Estats Units) | 700 km × 850 km Síncrona amb el sol, circular a 98˚ d'inclinació | Baikonur           |
| 5                       | 24 d'agost 2005     | OICETS & INDEX (Japan) | 600 km × 650 km Síncrona amb el sol, circular a 98˚ d'inclinació | Baikonur           |
| 6                       | 12 de juliol 2006   | Genesis I (Estats Units) | 560 km LEO circular a 65˚ d'inclinació                           | Yasny              |
| 7                       | 26 de juliol 2006   | BelKA (Belarús)/ UniSat-4 & PiCPoT (Itàlia)/ Baumanets (Rússia)/ AeroCube-1, CP1, CP2, ICEcube-1, ICEcube-2, ION, KUTESat, Merope, Rincon 1, Mea Huaka`i Arxivat 2008-12-12 a Wayback Machine. (Voyager) & SACRED (Estats Units)/HAUSAT-1 (Corea del sud /Ncube-1 (Noruega)/SEEDS (Japó) | Va fallar en arribar a l'òrbita                                  | Baikonur           |
| 8                       | 17 d'abril 2007     | EgyptSat 1/SaudiSat 3/SaudiComSat 3-7 /AKS 1/AKS 2/Cal Poly Picosatellite Project 3 &4/CAPE 1/Libertad 1 (Colòmbia)/AeroCube 2/CubeSat TestBed 1/MAST | 692 km × 665 km Síncrona amb el sol, circular a 98˚ d'inclinació | Baikonur           |
| 9                       | 15 de juny 2007     | TerraSAR-X | 514 km LEO circular a 97˚ d'inclinació                           | Baikonur           |
| 10                      | 28 de juny 2007     | Genesis II | 560 km LEO circular a 65˚ d'inclinació                           | Yasny              |
| 11                      | 29 August 2008      | RapidEye 1/2/3/4/5 | [ 7 ]                                                            | Baikonur           |
| 12                      | 1 d'octubre 2008    | THEOS | SSO                                                              | Yasny              |
| 13                      | 29 de juliol 2009   | DubaiSat-1/Deimos-1/UK-DMC 2/Nanosat 1B/AprizeSat-3/AprizeSat-4 | SSO                                                              | Baikonur           |
| 14                      | 8 d'abril 2010      | Cryosat-2 | Polar                                                            | Baikonur           |
| 15                      | 15 de juny 2010     | Prisma, Picard, BPA-1 | SSO                                                              | Yasny              |
| 16                      | 21 de juny 2010     | TanDEM-X | LEO                                                              | Baikonur           |
| 17                      | 17 d'agost 2011     | Sich-2, NigeriaSat-2, NX, Rasat, EduSat, AprizeSat-5, AprizeSat-6, BPA-2 | LEO                                                              | Yasny              |
| 18                      | 22 August 2013      | KOMPSat-5 | LEO                                                              | Yasny              |
| Llançaments planificats |                     | |                                                                  |                    |
|                         | novembre 2013       | STSAT-3 etc. | LEO                                                              | Yasny              |